# Equipo de Fed Cup de Indonesia
El Equipo de Indonesios de Fed Cup es el representativo de Indonesia en la máxima competición internacional a nivel de naciones del tenis femenino. y es gobernado por la Indonesian Tennis Association.

## Historia
Su mejor actuación en Fed Cup fue durante los cuartos de final de 1991.